# Nnamdi Oduamadi
Nnamdi Chidiebere Oduamadi, né le 17 octobre 1990 à Lagos, située dans l'État de Lagos au Nigeria, est un footballeur nigérian évoluant au poste d'ailier au sein de l'AC Milan.

## Carrière

### Club
Oduamadi commence à jouer au football à la Pepsi Football Academy à l'âge de 7 ans. Il quitte son pays natal en 2008 pour rejoindre l'AC Milan, mais il ne signe officiellement qu'en janvier 2009. 
Nnamdi passe deux saisons dans les sections jeunes du club milanais, avant de ne rejoindre l'équipe première, avec lequel il fait ses débuts en professionnel sous les couleurs du club, lors de la confrontation en championnat contre le Calcio Catania, le 18 septembre 2010, jouant les dernières minutes du match.

### Équipe nationale
En sélection nationale, Nnamdi Oduamadi obtient sa première cape internationale en équipe de Nigeria U-17 à l'époque de son évolution à la Pepsi Football Academy. 
Il participe par la suite à la Coupe du monde U-20 de 2009 avec le Nigeria.

## Statistiques
| Saison                | Club                  | Championnat           | Championnat | Championnat | Coupe(s) nationale(s) | Coupe(s) nationale(s) | Compétition(s) continentale(s) | Compétition(s) continentale(s) | Compétition(s) continentale(s) | Total | Total |
| Saison                | Club                  | Division              | M.          | B.          | M.                    | B.                    | Comp.                          | M.                             | B.                             | M.    | B.    |
| 2010-2011             | AC Milan              | Serie A               | 1           | 0           | 0                     | 0                     | -                              | -                              | -                              | 1     | 0     |
| Sous-total            | Sous-total            | Sous-total            | 1           | 0           | 0                     | 0                     | -                              | -                              | -                              | 1     | 0     |
| 2011-2012             | Torino FC             | Serie B               | 11          | 3           | 0                     | 0                     | -                              | -                              | -                              | 11    | 3     |
| Sous-total            | Sous-total            | Sous-total            | 11          | 3           | 0                     | 0                     | -                              | -                              | -                              | 11    | 3     |
| 2012-2013             | AS Varese             | Serie B               | 17          | 2           | 0                     | 0                     | -                              | -                              | -                              | 17    | 2     |
| Sous-total            | Sous-total            | Sous-total            | 17          | 2           | 0                     | 0                     | -                              | -                              | -                              | 17    | 2     |
| 2012-2013             | Brescia Calcio        | Serie B               | 2           | 0           | 2                     | 1                     | -                              | -                              | -                              | 4     | 1     |
| Sous-total            | Sous-total            | Sous-total            | 2           | 0           | 2                     | 1                     | -                              | -                              | -                              | 4     | 1     |
| Total sur la carrière | Total sur la carrière | Total sur la carrière | 31          | 5           | 2                     | 1                     | -                              | -                              | -                              | 33    | 6     |